# Keratella valga
Keratella valga is een soort in de taxonomische indeling van de raderdieren (Rotifera). 
Het dier behoort tot het geslacht Keratella en behoort tot de familie Brachionidae. De wetenschappelijke naam van de soort werd voor het eerst geldig gepubliceerd in 1834 door Ehrenberg.